# Иоанно-Златоустовская церковь (Кострома)
Иоанно-Златоустовская церковь (Во имя святителя Иоанна Златоуста, архиепископа Константинопольского церковь) — православный храм в историческом центре Костромы. В советское время не закрывался и более 30 лет служил кафедральным собором Костромской епархии.
Настоятель церкви — протоиерей Валерий Бунтеев.

## История
Первое упоминание о церкви относится к 1628 году. В начале XVII века на этом месте находился ансамбль из двух деревянных храмов — «зимнего» во имя святых мучеников Флора и Лавра (давшего называние Лавровской улице) и «летнего» во имя Иоанна Златоуста. В костромской писцовой книге говорится: «В Златоустенской улице в Кузнецах церковь ружная древяна клецки святых мученик Флора и Лавра, да место церковное Иоанна Златоуста». Последний, на момент составления писцовой книги, скорее всего, сгорел, оставив после себя «место церковное».
В XVII веке деревянный храм Иоанна Златоуста был отстроен заново, а в середине XVIII века на его месте появилась пятиглавая каменная церковь, освященная в 1751 году.
Каменный Иоанно-Златоустовский и деревянный Флоро-Лавровский храмы простояли рядом друг с другом около 40 лет. Каменный храм был «холодным», зимой службы проводились в деревянной церкви Флора и Лавра. Она окончательно обветшала в конце XVIII века, после чего к Иоанно-3латоустовскому храму было пристроено два «теплых» придела и колокольня (с запада). Эти приделы, увенчанные каждый небольшой главкой (всего глав у храма стало семь), были освящены в 1791 году.

### в XX веке
Весной 1922 года в рамках всероссийской экспроприации церковных ценностей из церкви Иоанна Златоуста было изъято свыше 117 кг серебряных изделий: окладов для икон, священных сосудов и лампад.
В этом же году исторические кафедральные соборы в бывшем Костромском кремле оказались в руках обновленцев, а новым кафедральным собором стал расположенный по соседству храм во имя святого пророка Божия Илии на Русинской (ныне Советской) ул. Когда же в ноябре 1929 года он тоже был закрыт, кафедральным собором стал храм святителя Иоанна Златоуста.
В 1959 году в ограде храма был погребен епископ Костромской Сергий (Костин).
В 1964 году Костромской Кафедральный Собор был перенесен в церковь Воскресения Христова на Дебре, а Иоанно-Златоустовская церковь стала приписной (в правление Н.С. Хрущёва власти готовили её к закрытию и сносу). Статус самостоятельной приходской церкви она смогла получить только в 1966 году.

## Архитектура
Первый каменный храм был пятиглавым, бесстолпным и одноабсидным, в традициях допетровского зодчества. Однако, в его внешнем декоре уже чувствовался стиль барокко, утвердившийся в русской архитектуре в начале XVIII века. Пристроенные в конце века новые приделы (каждый — на восьмигранном барабане) и трехъярусная колокольня, увенчанная высоким шпилем, выполнены в стиле раннего классицизма.